# 神立東
神立東（かんだつひがし）は、茨城県土浦市の町名。五中地区（上大津地区）に属する。現行行政地名は、神立東一丁目、神立東二丁目。郵便番号は300-0012。

## 地理
土浦市の東部に位置し、隣接するかすみがうら市と境界を接する。神立の市街地の一部を形成する。

## 歴史
- 1988年（昭和63年）8月1日 - 神立町の一部から成立した。旧神立町2区などに当たる[4]。

## 町名の変遷
| 実施後       | 実施年月日   | 実施前 |
| ------------ | ------------ | ------ |
| 神立東一丁目 | 1988年8月1日 | 神立町 |
| 神立東二丁目 | 1988年8月1日 | 神立町 |

## 世帯数と人口
2022年（令和4年）1月1日現在の世帯数と人口は以下の通りである。
| 町丁         | 世帯数  | 人口    |
| ------------ | ------- | ------- |
| 神立東一丁目 | 284世帯 | 608人   |
| 神立東二丁目 | 462世帯 | 869人   |
| 計           | 746世帯 | 1,477人 |

## 小・中学校の学区
市立小・中学校に通う場合、学区は以下の通りとなる。
| 番地 | 小学校             | 中学校                 |
| ---- | ------------------ | ---------------------- |
| 全域 | 土浦市立菅谷小学校 | 土浦市立土浦第五中学校 |

## 交通

### 鉄道
最寄りの駅は、JR常磐線神立駅である。

### 道路
- 茨城県道197号戸崎上稲吉線

## 施設
- 神立東二丁目公園
- 土浦診療健診センタ
- 土浦市 神立東児童公民館
- 中央スイミングスクール
- 日立建機労働組合土浦支部